# Ryūta Hara
Ryūta Hara (japanisch 原 竜太 Hara Ryūta; * 19. April 1981 in der Präfektur Tokio) ist ein ehemaliger japanischer Fußballspieler.

## Karriere
Hara erlernte das Fußballspielen in der Schulmannschaft der Funabashi High School. Seinen ersten Vertrag unterschrieb er 2000 bei den Nagoya Grampus Eight. Der Verein spielte in der höchsten Liga des Landes, der J1 League. Für den Verein absolvierte er 51 Erstligaspiele. 2004 wechselte er zum Zweitligisten Kyoto Purple Sanga. Für den Verein absolvierte er 12 Spiele. 2005 wechselte er zum Ligakonkurrenten Montedio Yamagata. Für den Verein absolvierte er 63 Spiele. 2007 wechselte er zum Ligakonkurrenten Shonan Bellmare. Für den Verein absolvierte er 81 Spiele. Ende 2009 beendete er seine Karriere als Fußballspieler.